# Aurec-sur-Loire
Aurec-sur-Loire è un comune francese di 5 663 abitanti situato nel dipartimento dell'Alta Loira della regione dell'Alvernia-Rodano-Alpi.

## Società

### Evoluzione demografica
Abitanti censiti